# Ommatius queenslandi
Ommatius queenslandi är en tvåvingeart som beskrevs av Ricardo 1913. Ommatius queenslandi ingår i släktet Ommatius och familjen rovflugor. Inga underarter finns listade i Catalogue of Life.